# Kitsch

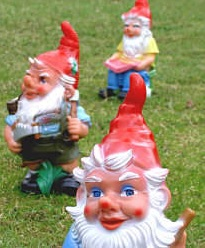
Inbegriff des deutschen Kitsches: der Gartenzwerg

Kitsch steht zumeist abwertend als Synonym für etwas, das unnötigerweise Gefühle oder Sehnsüchte wachruft. „Kitsch“ steht heute überwiegend für alles, was als übertrieben rührselig, anbiedernd oder niedlich empfunden wird, oder auch für Dinge, die oberflächlich „schick“ und praktisch wirken, aber letztendlich völlig überflüssig sind (vergleiche Ramsch). Unter Kitsch fallen überwiegend Kunstobjekte (wie zum Beispiel Putten und Postkartenmotive), Dekorationsobjekte (zum Beispiel Nippes und Gartenzwerge), Gebäudegestaltungen (zum Beispiel bestimmte Fassadengestaltungen) oder Gebäude selbst (Schlösser und Burgen wie beispielsweise Neuschwanstein). Aber auch Musikrichtungen wie zum Beispiel Volksmusik, Heimatmusik und Country-Musik werden oft als „kitschig“ wahrgenommen. Eine einheitliche Definition von Kitsch bleibt jedoch schwierig, weil sie rein subjektiv ist. Der Begriff „Kitsch“ hat Eingang in verschiedene Fremdsprachen gefunden, so unter anderem ins Englische (wo es bereits bestehende Begriffe wie Camp ablöst) und ins Portugiesische.

## Etymologie
Die genaue Abkunft des wahrscheinlich in den 1870er Jahren im Münchner Kunsthandel entstandenen Wortes bleibt unsicher und wird verschieden gedeutet. Der älteste bisher bekannte Beleg stammt aus dem Jahr 1878. Es handelt sich um ein satirisches Epigramm von Max Bernstein auf das in München ausgestellte Gemälde Bosnische berittene Insurgenten von Franz Adam:
Bosnisch Getümmel! Bosnische Schimmel!
Bosnische Männer auf „itsch“ und „ritsch“!
Bosnische Berge! Bosnischer Himmel!
alles echt bosnischer „Kitsch“!
Die jüngere Forschung zur Etymologie des Kitschbegriffs konnte bereits für das Jahr 1860 einen Beleg für die Verwendung des Begriffs in Verbindung zu einem ästhetischen Gegenstand ausfindig machen. Im Text des Schriftstellers Wolfgang Müller von Königswinter wird ein Maler gefragt, ob er „schon viel Kitschen aufgenommen“ hat, woraufhin er die Schönheit der Landschaft lobt und antwortet, dass ihm „allerlei Skizzen entstanden“ sind. Der Begriff wird hier folglich als synonym für die Skizze verwendet. Weitere Beispiele aus den Jahren 1864 und 1870 belegen die Verwendung des Kitschbegriffs als Bezeichnung für mittelmäßige Kunst, die zwar eigentlich billig, im Verhältnis zu ihrer minderen ästhetischen Qualität aber dennoch überteuert ist.
Möglicherweise stammt der Begriff vom mundartlichen kitschen (Straßenschmutz oder Schlamm zusammenkehren, klatschen und klitschen). Er hätte danach einen lautnachahmenden Ursprung, der als Pejoration in das Bildhafte übertragen wurde – im Sinne von „zusammengeschmiertem Dreck“. Häufig genannt wird ebenfalls eine mögliche Abstammung von engl. sketch für „Skizze“ oder „flüchtige Malerei“, wie sie englische oder amerikanische Touristen jener Zeit für wenig Geld als Souvenir am Kunstmarkt nachfragten. Abraham Moles leitet den Begriff vom jiddischen verkitschen ab, was so viel bedeutet wie „jemandem etwas andrehen, was der nicht braucht“.
Übersetzungen, die sich mit der Sprache der Roma beschäftigten, führten „Kitsch“ auf das Hindustani-Wort für Töpferton zurück (Geschichte der Zigeuner; ihre Herkunft, Natur und Art, Weimar und Ilmenau, 1835). Tatsächlich finden sich im gesamten Industal Artefakte, die sich im westlichen Sinn durchaus als Kitsch interpretieren lassen. Frühe touristische Mitbringsel, die man heute auch als „Airport Art“ kennzeichnet, sind möglicherweise der Ursprung dieses Lehnwortes im aktuellen europäischen Sprachgebrauch. Das Wort „Kitsch“ ist heute als Lehnwort in vielen Sprachen, zum Beispiel im Englischen, fester Bestandteil des jeweiligen Vokabulars.

## Definitionsversuche
Die Schwierigkeit, Kitsch zu definieren, zeigt sich nicht zuletzt in der „Unübersetzbarkeit“ des deutschen Wortes. Britische Übersetzer zählten Kitsch zu den zehn am schwierigsten zu übersetzenden Begriffen; im Englischen verwendet man das Wort kitsch ebenfalls. Auch im Französischen gibt es keine adäquate Übersetzung, das Wort kitsch wird daher zum Teil auch dort verwendet. Zahlreiche Sprachen haben das Wort übernommen, darunter die türkische Sprache (kitsch oder kiç) und selbst die griechische Sprache (κιτς), welche mit wenigen Fremdwörtern auskommt.
Folgende Kriterien lassen sich für Kitsch anführen:
- Im Gegensatz zum Kunstwerk, das Spielraum für Interpretation zulässt (und Interpretation sogar fordert), ist Kitsch nicht auslegbar.
- Stereotype und Klischees: Kitsch wiederholt, was dem Betrachter bereits geläufig ist. Vom Kunstwerk wird Originalität erwartet (Innovationszwang der Kunst).
- Leichte Reproduzierbarkeit (Massenware), beispielsweise Stilmöbel.

Eine ältere Definition besagt:
- falsch im Ort (etwa: Erzeugnisse der Musikindustrie werden als Volksmusik ausgegeben)
- falsch in der Zeit (etwa: besungen wird eine Welt, die es so nicht mehr gibt)
- falsch im Material (etwa: Verwendung von Klischees statt echter Gefühle)

Nach Gillo Dorfles Der Kitsch (1969) definiert sich Kitsch (hier vor allem im Bereich der Kunst) unter anderem durch folgende Kriterien:
- zu häufige Reproduktion von Kunstwerken der Vergangenheit (z. B. Mona Lisa, van Goghs Sonnenblumen); neue Werke sind oft für die Vervielfältigung gedacht und deshalb kein Kitsch
- Personen, Ereignisse etc. nehmen einen rituellen Wert an, der ihnen nicht zukommt (unechter Mythos)
- Übertragung von einem Medium ins andere (z. B. Roman zu Film, Themen der klassischen Musik in die Popmusik, Gemälde zu Glasfenstern, Nachbildung von Statuen in anderem Material)
- Verniedlichung
- etwas tritt in der Form von etwas ganz anderem auf (z. B. eine Uhr in Gitarrenform)
- übersteigerte Dimension, aber noch verwendbar (z. B. ein übergroßes Trinkglas)
- das Nachahmen einer anderen Zeit (z. B. neue Figuren im Stil des 18. oder 19. Jahrhunderts)
- auch eine unrealistische Anhäufung von negativen Klischees wird als Kitsch aufgefasst; Holthusen prägte dafür die Bezeichnung „saurer Kitsch“

## Verwandte Begriffe
Eine Sonderform nicht nur in Frankreich bildet der sogenannte Nippes (franz. für „weiblicher Putz“), auch Nippsachen genannt; darunter werden kleine dekorative Kunstgegenstände von oft minderer Qualität subsumiert, die beispielsweise „als Zimmerschmuck zum Aufstellen auf sogenannten Nipptischchen“ dienen. Beispiele für Nippes sind Putten- bzw. Engelsfigürchen aus Porzellan oder kleine Vasen ohne praktische Funktion.
In der Postmoderne ist der Begriff Kitsch teilweise durch das Wort Trash ersetzt worden, das einige Arten von Kitsch zum Kult erklärt und damit die negative Konnotation umkehrt.
Der im Umfeld der Popart etablierte Begriff Camp nimmt diese positive Umwertung bereits vorweg und entstammt der amerikanischen Ausformung und Erneuerung des Avantgardismus im sogenannten Underground der 1960er Jahre und der entstehenden Queer Culture. Jedoch ist nicht jeder Kitsch gleichzeitig Camp.

## Philosophische Betrachtung

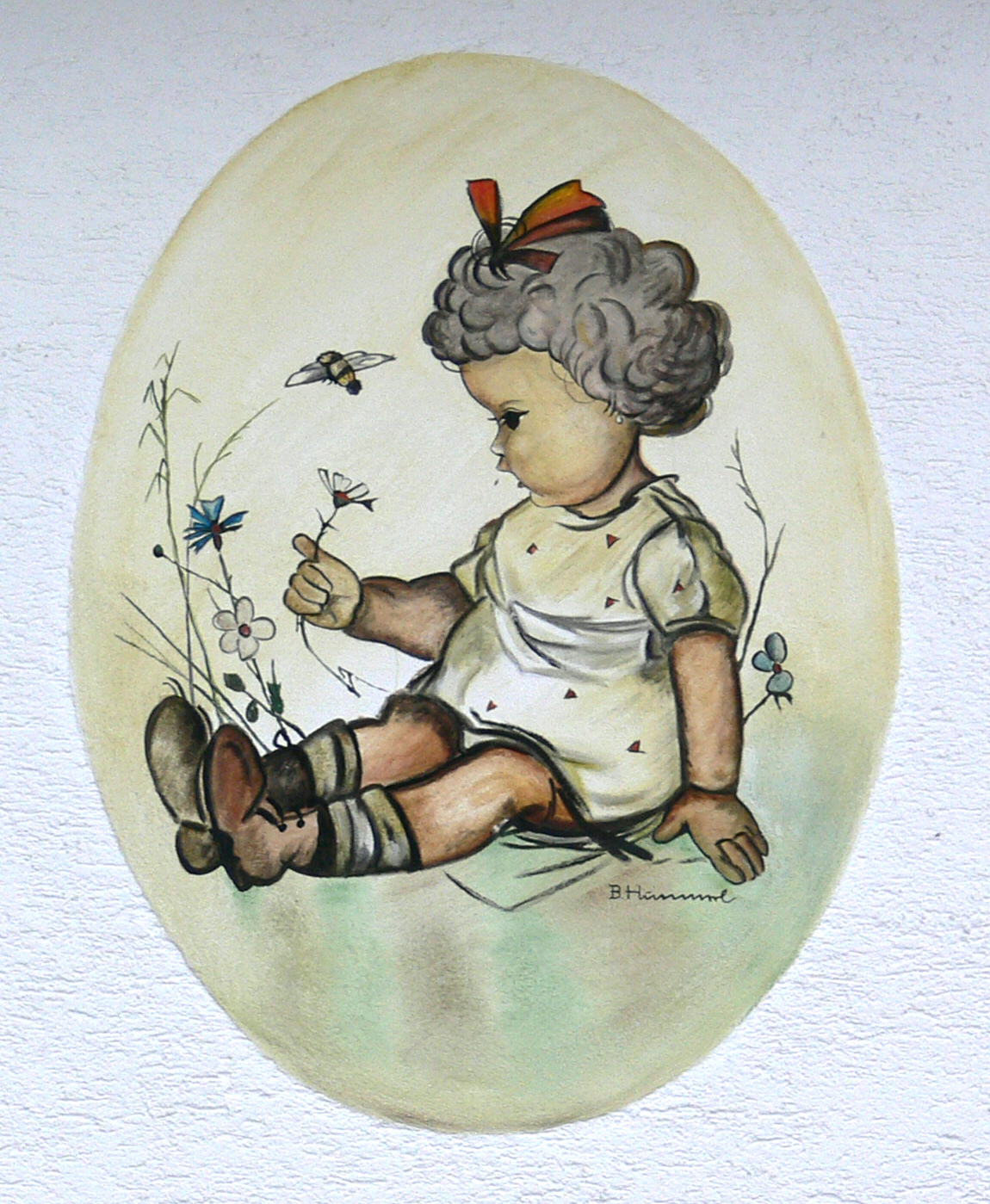
Wandbild nach Maria Innocentia Hummel

Als psychologische oder soziale Attribute solcher als kitschig bezeichneten Empfindungen nennt die Kritik: Konfliktlosigkeit, Kleinbürgerlichkeit, Massenkultur, Verlogenheit, Stereotypisierung, Zurückgebliebenheit, Wirklichkeitsflucht, falsche Geborgenheit oder etwa „dümmlich Tröstende(s)“ (Adorno). Hans-Dieter Gelfert unterscheidet in Was ist Kitsch? den niedlichen, gemütlichen, sentimentalen, religiösen, poetischen, sozialen Kitsch, Naturkitsch, Heimatkitsch, Blut-und-Boden-Kitsch, mondänen, sauren, erotischen Kitsch, Gruselkitsch, erhabenen Kitsch, Monumentalkitsch, patriotischen, ideologischen Kitsch und Einschüchterungskitsch.
Dabei geht der Vorwurf der Kritik zunächst weniger auf einen Mangel an Wahrheit, wie bei schlecht gemachter Kunst, sondern häufig auf die psychologische Berechnung des Kitsches. Als beliebte Illustration einer solch „kalkulierten Gefühlsverlogenheit“ dienen etwa die gefühlsbetonten Stereotype der Schlagermusik oder Trivialliteratur sowie handwerklich oder maschinell verfertigte Bildwerke mit Idyllen- oder Kindchenschema.
Umgekehrt konzentriert die Verteidigung von Kitsch oder Trivialität sich zumeist auf die Qualität des Zugebens einfacher Gefühle, beispielsweise des Patriotismus, aber auch auf den Erfolg, wie etwa den Erfolg von Trivialliteratur. In der Trivialliteratur verschmelzen die Gefühle von Kindern und Jugendlichen mit Bedürfnissen vieler Erwachsener jeden Alters. So ist der meistgelesene Schriftsteller deutscher Sprache weder Goethe noch Thomas Mann, sondern Karl May. (Siehe auch Walter Benjamin: „Was die Deutschen lasen, während ihre Klassiker schrieben“).
Danach wäre die Entscheidung, ob etwa Karl May Kitsch ist oder nicht, abhängig vom Alter seiner Leser – eine kaum haltbare Definition. So relativiert sich vielfach der Wert typischer Kitsch-Kritik wie: Kitsch sei die „Gestaltung erkenntnisloser Wunschbilder“. Vielmehr erscheint die Definition von Kitsch an die Definition von Kunst unauflöslich gebunden. Je undeutlicher der Begriff von Kunst, desto unfassbarer der Kitsch, denn es ist schwer bestreitbar, wie etwa Umberto Eco einwirft, dass die der Kunst zugeschriebenen Wirkungen – wie Anstöße zum Denken, Erschütterung, Emotionen – ebenso von Kitsch ausgehen können.
Eine unkritische Herabsetzung anderer Menschen, anderer Empfindungs- und Ausdrucksart kann indessen im Kitsch-Begriff ein Heim für dumpfe und sogar gefährliche Empfindungen haben, wie es etwa Adolf Hitler in Mein Kampf (S. 75/76) tat.
Hermann Broch sieht dementsprechend in Adolf Hitler den Prototyp des Kitsch-Menschen:

„Der Spießergeist, dessen Rein-Inkarnation Hitler gewesen ist … entpuppt sich immer wieder als der des prüden Raubtiers, das jegliche Grausamkeit, also nicht zuletzt auch die Scheußlichkeiten der Konzentrationslager und Gaskammern ohne weiteres hinnimmt … Vielerlei Gründe lassen sich für das böse Phänomen anführen, beispielsweise das Abreißen der abendländischen Werttradition sowie die hierdurch bewirkte seelische Unsicherheit und Haltlosigkeit, von der eine so traditionsschwache Zwischenschicht wie das Spießertum sicherlich am intensivsten erfaßt worden ist.“

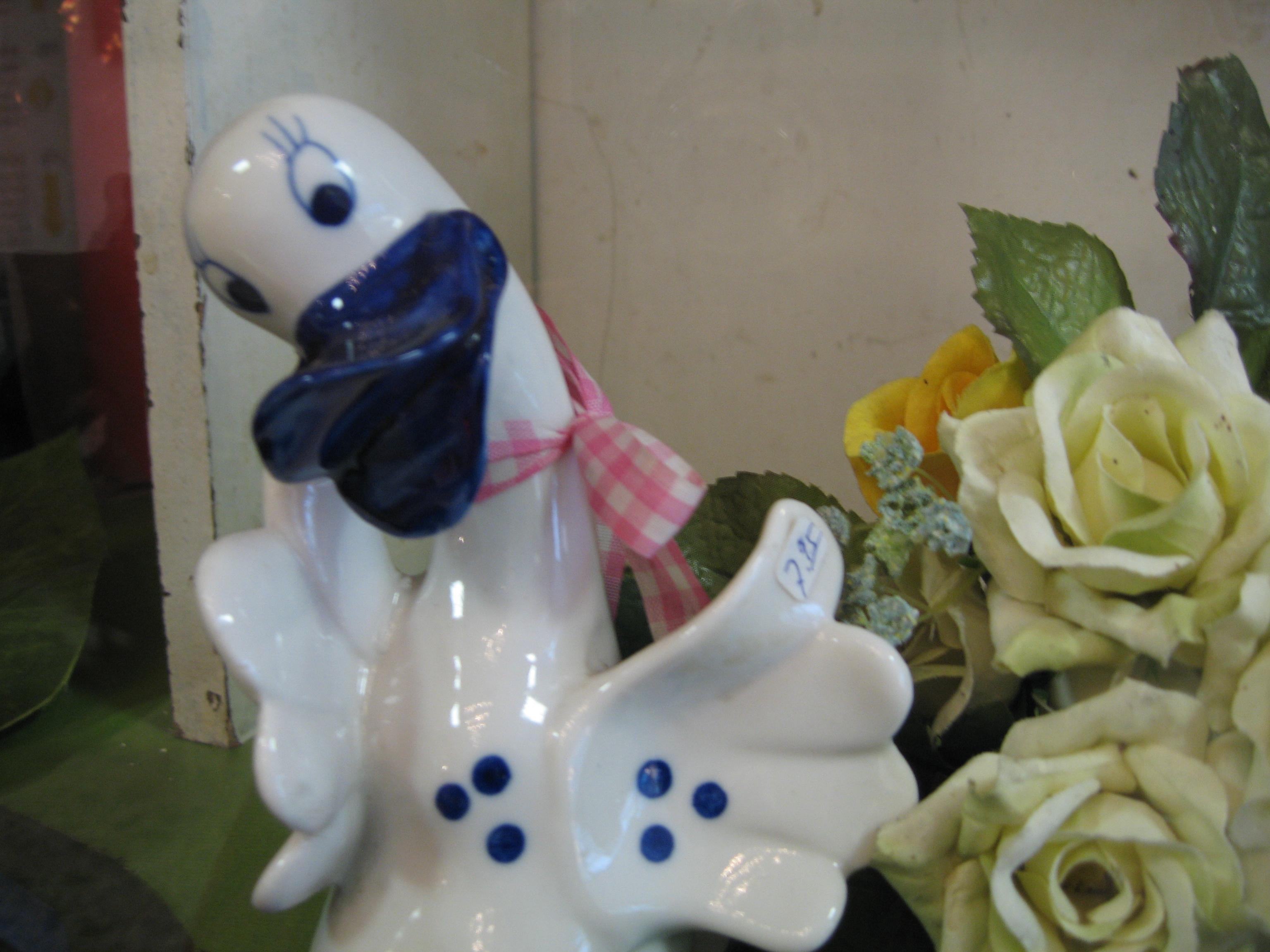
Eine kitschige Porzellanente

Jemand, der Kitsch herstellt, ist nach Broch „nicht einer, der minderwertige Kunst erzeugt, er ist kein Nichts- oder Wenigkönner … er ist kurzerhand ein schlechter Mensch, er ist ein ethisch Verworfener, ein Verbrecher, der das radikal Böse will. Oder etwas weniger pathetisch gesagt: er ist ein Schwein.“
Broch steht mit seiner Kritik des Kitsches in einer im weitesten Sinne marxistisch geprägten Tradition, mit der sich Namen wie Walter Benjamin, Theodor W. Adorno oder Ernst Bloch verbinden. Deren eigentliches Interesse geht dabei über eine Kritik totalitärgesellschaftlicher oder spätbürgerlicher Verhältnisse weit hinaus. Benjamin beschreibt einen Menschen, der sich positiv auf kitschige Dinge (speziell in der Kunst) bezieht, als „möblierten Menschen“ (in dem Sinne, wie ein Mensch eine fertig möblierte und ausgestattete Wohnung bezieht). Der Kitsch erscheint Adorno, der ihn als „Verkennung ästhetischer Sinnzusammenhänge“ und als verwesendes Ornament bestimmt, als der unverfälschte Ausdruck des Verfalls aller Kultur zur Massenkultur in der Moderne:

„Heute, da das Bewußtsein der Herrschenden mit der Gesamttendenz der Gesellschaft zusammenzufallen beginnt, zergeht die Spannung von Kultur und Kitsch.“

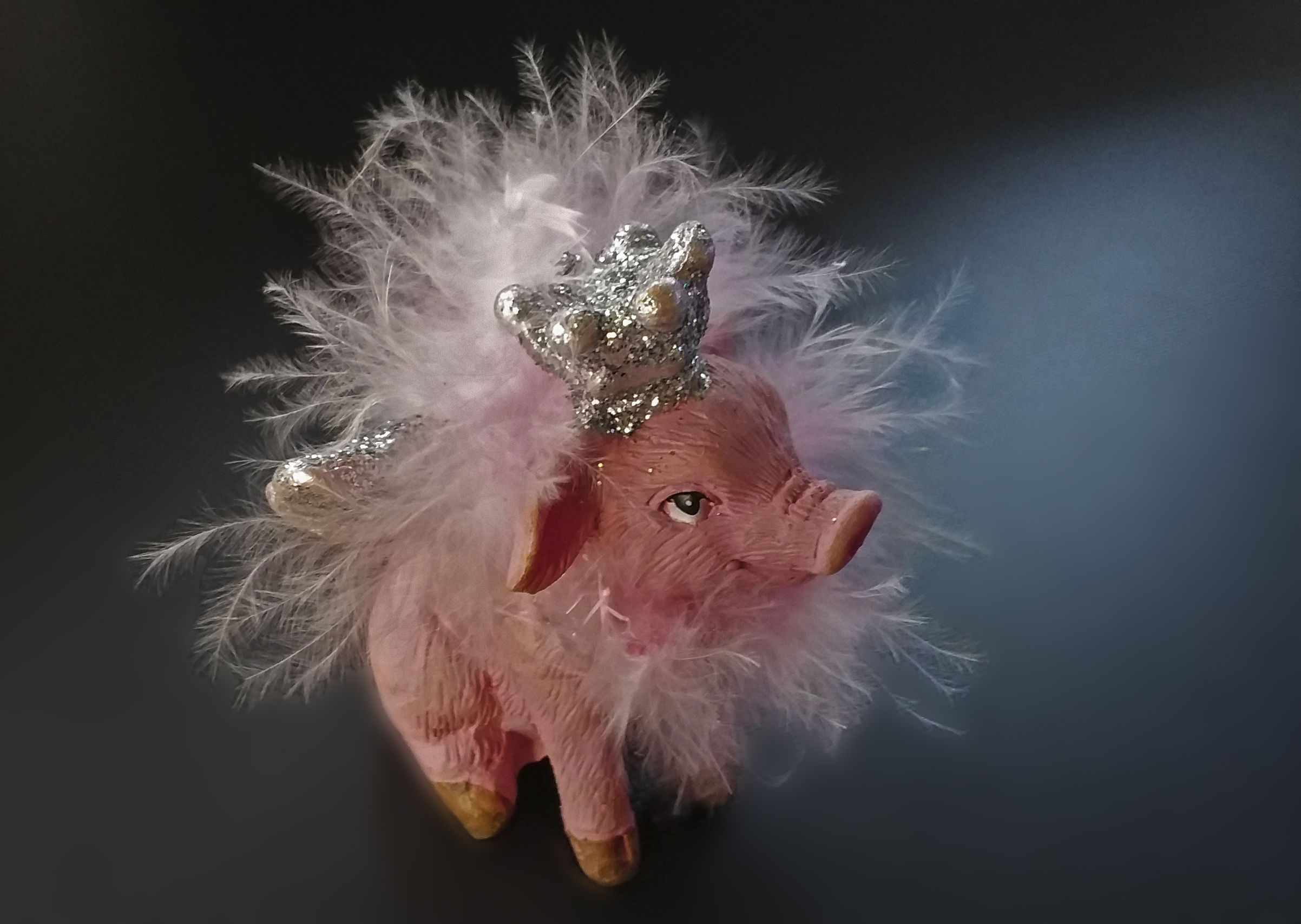
Anhäufung kitschiger Elemente bei einer Schweinefigur: Treuer Blick, Federn, Flügel, Krone

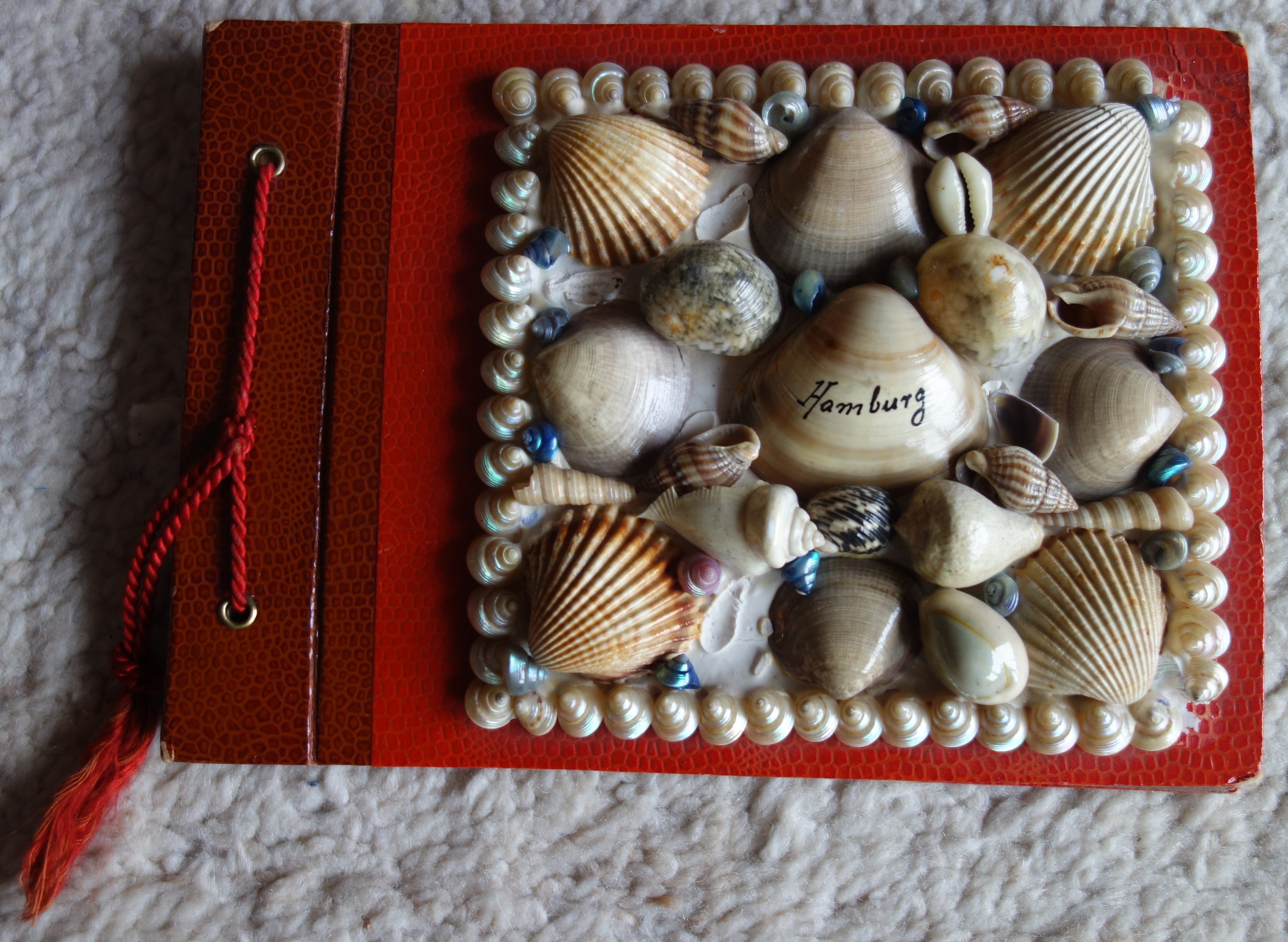
Fotoalbum aus Hamburg mit Einband-Deckel aus Muscheln – Beispiel für Souvenir-Kitsch aus den Fünfziger Jahren

Die Volkskunst, wie etwa Trachten und Trachtenschmuck, geschnitztes Holzgeschirr und so weiter, mit ihrer europäischen Blütezeit im 18. Jahrhundert, wird dem Kitsch oft wie ein Echtes einem Falschen gegenüber dargestellt. Aus dieser Sicht drückt der Kitsch weitgehend den Niedergang des Brauchtums in der Moderne aus. Es ist aber eine prinzipiell unbefriedigende Vereinfachung zu sagen: Volkskunst sei Handarbeit, Kitsch maschinell imitierte Volkskunst. Handarbeit kann maschinelle Produktion imitieren. Außerdem gehen ästhetische Qualitäten in eine solche Vereinfachung nicht ein. Brauchtum und Volkskunst können jedoch erstarren und niedergehen, während die kritische Sicht im Kitsch den Niedergang immer schon auf höchster Stufe vollendet sieht.
Typisch ist hier die Haltung von Marcel Reich-Ranicki, das Triviale aus anderen als qualitativen Gründen zu analysieren:

„Die Mehrheit des Volkes liest keine Literatur, jedenfalls keine, die sich ernst nehmen ließe. So konnte die herrliche Literatur der Weimarer Republik mit Thomas Mann an der Spitze politisch (gegen den Nationalsozialismus) nichts bewirken. Es gehört übrigens zu den Sünden der Literaturkritik, daß sie sich damals um die Trivialliteratur, beispielsweise die Romane der Hedwig Courths-Mahler, überhaupt nicht gekümmert hat. Man hätte zeigen müssen, wie das Zeug gemacht ist. […] Und das habe ich [später in den 1970er Jahren] auch getan: ein Buch von Luise Rinser, von Hans Habe, von Willi Heinrich und dergleichen. Ich habe versucht zu erklären und nachzuweisen, wie diese Bücher gemacht sind. Es hat ja keinen Sinn zu sagen: Das ist Kitsch.“

Das Publikum von Volkskunst, Volksmusik, Trivialliteratur, Zirkus und so weiter wird oft mit dem für den Kitsch empfänglichen in Zusammenhang gebracht. Die Gegenüberstellung eines solchen Publikums gegen ein Publikum mit „gehobenen Ansprüchen“ hat die Kritik immer herausgefordert und aus ihr überhaupt eine Kritik des „gesunden Volksempfindens“ gemacht. Walter Benjamin schreibt: „Sein Publikum [das des Zirkus] ist weit respektvoller als das irgend welcher Theater oder Konzertsäle. … Es ist immer noch eher denkbar, daß während Hamlet den Polonius totsticht, ein Herr im Publikum den Nachbar um das Programm bittet als während der Akrobat von der Kuppel den doppelten Salto mortale macht. Eben deshalb ist freilich das Zirkuspublikum im Ganzen auch das unselbstständigste: in alle Schranken gepferchtes Kleinbürgertum.“
Den Kitsch aber darzustellen, als wäre mit dem Begriff zugleich die Sache selber neu erfunden worden, kann nicht unbedingt einleuchten. Ein Beispiel mag hier zeigen, dass man beim Kitsch von einer altbekannten eher als von einer modernen Erscheinung oder Befindlichkeit sprechen kann. In den Römischen Gesprächen antwortet Michelangelo auf die Frage, ob nicht die niederländische Malerei frommer als die italienische sei:

„Die niederländische Malerei wird, Herrin, im allgemeinen jedem Frommen mehr gefallen als ein italienisches Werk, das ihm keine Träne entlocken wird, wie ein niederländisches es tut, jedoch nicht wegen der Trefflichkeit und Güte dieser Malerei, sondern wegen der Milde jenes frommen Beschauers. Den Frauen wird sie gut gefallen, insbesondere den sehr alten oder den ganz jungen, und ebenso auch den Mönchen und Nonnen und einigen amusischen Edelleuten, denen die Empfindung für wahre Harmonie fehlt. Die Niederländer malen recht eigentlich, um das äußere Auge zu bestechen, etwa durch Dinge, die gefallen, oder durch solche, über die man nichts Schlechtes sagen kann, wie Heilige und Propheten … und wiewohl dies alles gewissen Augen wohlgefällt, so fehlt darin in Wahrheit doch die echte Kunst, das rechte Maß und das rechte Verhältnis, die Auswahl und die klare Verteilung im Raum und schließlich sogar Inhalt und Kraft.“

## Von Kritikern vorgebrachte Beispiele für Kitsch

### In der Werbung
Werbung will Kaufanreize schaffen; damit sind ihr manipulative Vereinfachung und triviale Erfüllungsverheißungen geradezu immanent, sodass sie par excellence ein Feld für die sogar gezielt kalkulierte Anwendung von Kitsch ist.
Beispiele
- Werbefotos, beispielsweise für Parfüms, nutzen dabei häufig eine heroische Ästhetisierung des nackten Körpers, die u. a. bereits von den Nationalsozialisten verwendet wurde.
- In sich widersprüchliche Begriffe wie „Echtholzimitat“, „Marmordekor“ oder „Fliesenoptik“ sollen eine Nähe zu authentischen Werten wie z. B. einem edlen Material vorgaukeln.

### In der Architektur
Als architektonische Beispiele von Kitsch werden Werke in der US-amerikanischen Spielerstadt Las Vegas bezeichnet. Dort befinden sich Nachbauten des Eiffelturms, der Pyramiden, oft in anderen Materialien als das Original und sogar in gänzlich anderen Farben. Im gleichen Atemzug werden die verschiedenen Disneyländer genannt, die Beispiele von Bauten aus verschiedenen Weltregionen zeigen. Diese sind meist nur bis zum ersten Obergeschoss gemauert, dann folgt ein Aufbau mit anderen Materialien.

Häufig als „architektonischer Kitsch“ wird auch der sogenannte „Landhausstil“ bezeichnet. Dabei handelt es sich um Einfamilienhäuser, die mit Sprossenfenster-Imitaten, halbrunden Erkern, verwinkelten Außenwänden, Rundbogenfenstern, Krüppelwalmdächern und manchmal sogar Türmchen ausgestattet werden. Es handelt sich um Stilelemente, welche viele Menschen mit traditioneller Architektur assoziieren, die jedoch mit der lokalen und regionalen Bautradition meist rein gar nichts zu tun haben, und daher in einem historisch gewachsenen Dorf- oder Altstadt-Ensemble eher als störender Fremdkörper wirken. Zweck dieser Bauweise ist es, eine Art Heimeligkeit und „heile Welt“ zu suggerieren. Diese Bauweise kam in den späten 80er Jahren in Mode und war vor allem in den 90er Jahren zeitweise sehr populär, nachdem über Jahrzehnte hinweg in erster Linie die Architektur der Moderne praktiziert wurde und Wohngebäude in der Regel in einem eher schlichten, schmucklosen Stil errichtet worden waren.

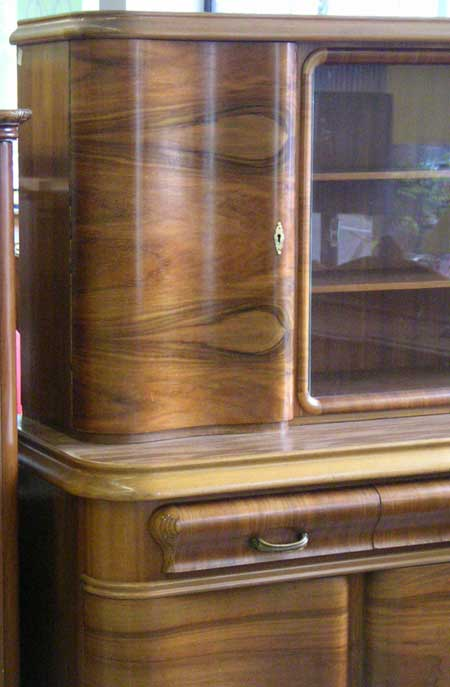
Gelsenkirchener Barock

Oftmals wurde durch diesen Baustil sogar regionaltypische Architektur verdrängt. So fielen u. a. viele Jurahäuser im bayrischen Altmühltal Neubauten im Landhausstil zum Opfer.

### In der Innenarchitektur
Das Rustikale findet sich auch in der Innenarchitektur – besonders in den 1960er und 1970er Jahren war romantisierende Eiche-Rustikal-Einrichtung und schmiedeeiserner Dekoration beliebt, besonders im kleinbürgerlichen Milieu. Zum Kitsch werden auch Stilmöbel wie der Gelsenkirchner Barock gerechnet, also seriell produzierte Möbel, die vergangene Stile grob imitieren.

### In der bildenden Kunst

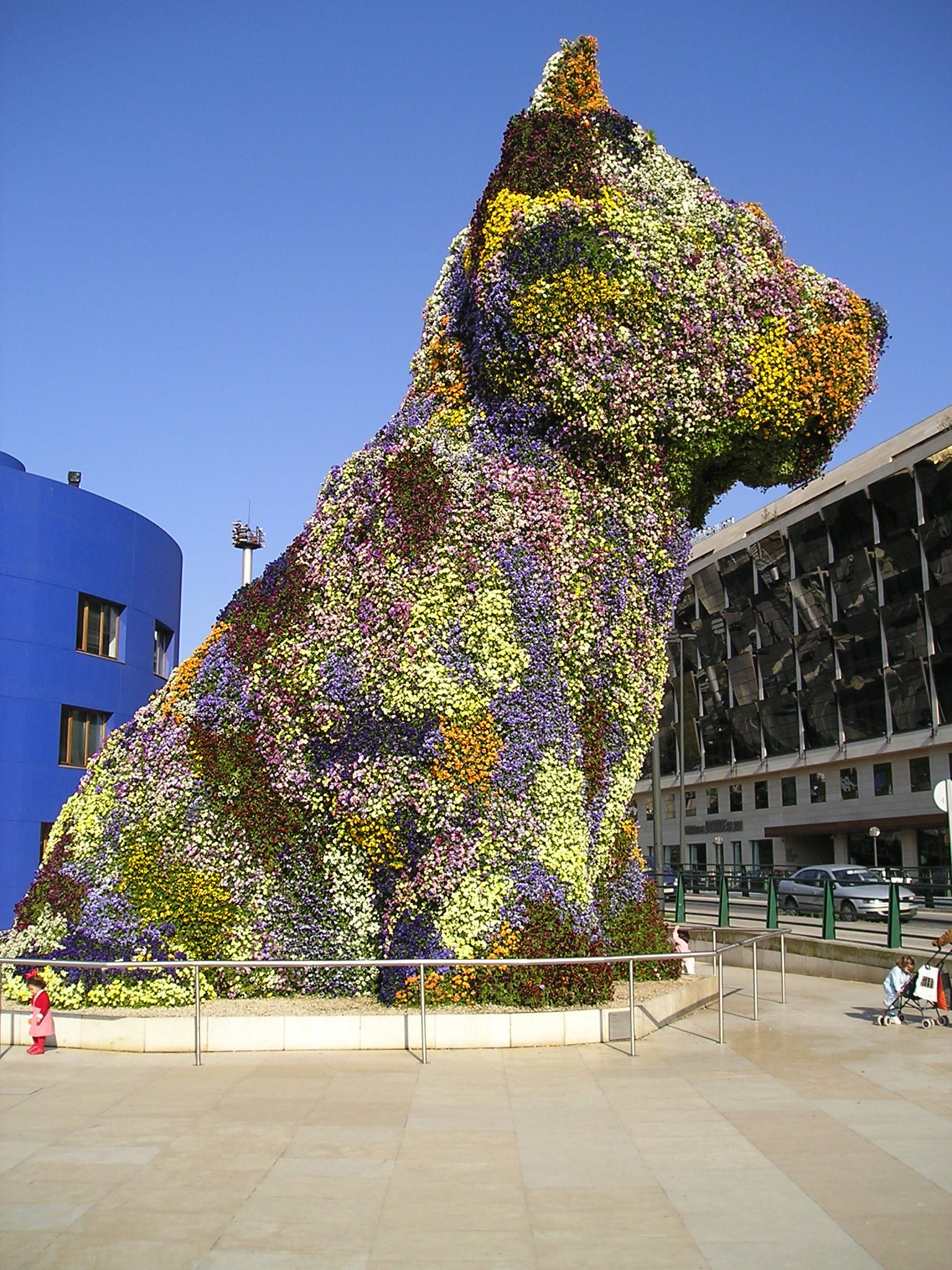
Jeff Koons: Skulptur Puppy (1992)

Bereits Künstler der italienischen Hochrenaissance wie Raffael, Correggio oder Luini reüssierten mit überzogen süßlichen Darstellungen der Madonna mit dem Jesuskind.
Der Schweizer Kunsttheoretiker Georg Schmidt definiert Kitsch als „idealistischen Naturalismus“, bei dem es zum Widerspruch zwischen künstlerisch-naturalistischen Darstellungsmitteln und innerer Gesinnung komme.
In der bildenden Kunst entstand der Kitsch Mitte des 19. Jahrhunderts auf der Grundlage von Romantik, Biedermeier und Realismus, wobei die Grenzen zwischen Kunst und Kitsch nicht immer leicht zu definieren sind. Beispiele für die Gratwanderung zwischen Kunst und Kitsch bieten die Werke von Ludwig Richter und Carl Spitzweg. Richter vereinigte in seinem Spätwerk großes künstlerisches Können mit schwer genießbarer Süßlichkeit. Spitzweg, ebenfalls stark talentiert, wählte süßliche Themen, von denen er sich zugleich mit Ironie distanzierte. Eindeutiger dem Kitsch zugeordnet werden können Eduard von Grützner mit seinen Zechenden Mönchen, Julius Adam mit seinen Kätzchen und Carl Jutz mit seinen Hühnerhöfen, die sie in immer gleicher Weise wiederholten. Neben diesen Themen, die besonders mit den Namen bestimmter Maler verbunden sind, sind der Röhrende Hirsch, das Alpenglühen, die Almhütte und der Sonnenuntergang am Meer häufige Themen von Kitschgemälden, die dem Fundus der Spätromantik entnommen wurden.
Dass solche Themen auch heute noch sehr erfolgreich sein können, beweist der amerikanische Massenmaler Thomas Kinkade.
Der US-amerikanische Künstler Jeff Koons verwendete Zeugnisse der Konsumkultur als Ausgangspunkte und verfremdete oder imitierte sie. Er bearbeitete so auch Objekte aus der Alltagskunst und der Werbung. Wie letztere greift er immer wieder auf sexuelle und andere Schlüsselreize zurück, verleiht ihnen durch Verfremdung allerdings eine ironische Brechung.

### In der Musik
Die volkstümliche Musik ist die Kombination von Popmusik und Schlager mit Elementen traditioneller Volksmusik. Schon in der leichten Musik des 19. Jahrhunderts finden sich viele Werke, die als kitschig eingeordnet werden können.
Beispiele
- Die Wildecker Herzbuben treten fast immer in der Tracht ihrer Heimat auf. Eines ihrer bekanntesten Lieder ist Hallo, Frau Nachbarin, dessen Text folgendermaßen beginnt: „An meim Hauserl steht a Bankerl da sitz i gern und trink mein Wein / und mein Blick geht oft hinüber in den Nachbargarten nei, / denn die Aussicht ist so schön wenn sie auf der Leiter steht / und beim Kirschen pflücken mir den Kopf verdreht.“.
- Stefan Mross wurde als 13-Jähriger von Karl Moik entdeckt und seitdem vermarktet, bis er zu einem der bekanntesten deutschen volkstümlichen Musiker wurde. Kritiker behaupten, wichtiger als seine Fähigkeiten als Trompeter sei sein jugendliches Aussehen.
- Richard Clayderman spielt klassische Musik, die publikumswirksam und mit Schwerpunkt auf romantischen Stücken aufbereitet wird.
- Heintje: Als Kinderstar wurde er 1967 durch seinen Hit „Mama“ und später durch Rollen in zahlreichen Filmen der 1960er Jahre bekannt. „Mama“ ist bis heute stark diskutiert und wird zunehmend von der Öffentlichkeit als überspitzt oder auch kitschig empfunden.
- Dieter Thomas Kuhn ist ein Schlagersänger, der bewusst durch Kleidung (z. B. goldener Pailletten-Anzug) und Haartracht (blonde Fönwelle) den möglichen Kitsch seiner Lieder verkörpern möchte und ihn so zum Teil seines „Marketing“ macht.

Als subtileres Beispiel für Verkitschung könnte auch die Vereinfachung des Schubertschen Liedes Der Lindenbaum durch Friedrich Silcher angegeben werden (Näheres dazu im vorletzten Artikel).

### Im Theater
Volkstümliche Theaterstücke, die oft in einem bäuerlichen Milieu spielen, das es so nie gegeben hat, werden für das Fernsehen bearbeitet und dann vor Publikum in einem Theatersaal aufgezeichnet.
Beispiele
- Der Komödienstadel ist eine Fernsehreihe des Bayerischen Rundfunks, in der komische, volkstümliche Bühnenstücke in bayerischer Mundart gezeigt werden.

### Im Fernsehen
Kritiker bezeichnen Sendungen wie die Volkstümliche Hitparade als Kitsch, weil dort gut aussehende Menschen Playback vor einer idealisierten Landschaft mit Schnee aus Schaumstoff singen.
Beispiele:
- Der Landarzt ist die Geschichte eines Arztes der von ihm betreuten Einwohner der Gemeinde ‚Deekelsen‘, eines fiktiven Städtchens in Schleswig-Holstein. Der Serienarzt ist ein häufig vorgebrachtes Beispiel, da er sich leicht idealisieren lässt. Kritische Aspekte des Berufs werden demzufolge entweder ausgeblendet oder bagatellisiert.
- Die Schwarzwaldklinik arbeitet dieser Sichtweise zufolge ebenfalls mit Klischees. Zugleich werden Elemente der US-amerikanischen Seifenoper hinzugefügt.
- Die Serie Gute Zeiten, schlechte Zeiten hat mit dem Vorurteil der völligen kulturellen Wert- und Qualitätslosigkeit zu kämpfen.

### Im Kino
Mit dem Begriff Schnulze gleich welcher Kategorie werden immer Sentimentalität und Rührseligkeit verbunden. Das Genre Heimatfilm zeigt oft Landschaften, die sich durch ihre Unberührtheit auszeichnen. Dazu gehören meistens Almwiesen, Täler und Berghänge. Im Vordergrund stehen zudem meistens Traditionen, Trachten und volkstümliche Musik. Im Mittelpunkt der Heimatfilme stehen meistens Autoritäten wie Ärzte, Förster oder Pfarrer. Den Filmen wird vorgeworfen, Gut und Böse seien sauber getrennt und die Handlung meistens vorhersehbar.
Beispiele
- Die Mädels vom Immenhof zeigt das Leben auf dem Ponygestüt Immenhof, das der Lebensinhalt von Oma Jantzen und ihren Enkelinnen Angela, Dick und Dalli ist. Ethelbert, ein entfernter Verwandter, beweist in einer Gewitternacht, dass er doch nicht so überheblich ist, wie er sich gibt. Er rettet einem verletzten Fohlen das Leben und gewinnt damit Dick als Freundin.
- Eine erfolgreiche Bollywood-Produktion soll alle neun Rasas („Geschmacksrichtungen“), die traditionell überlieferten Bestandteile indischer Kunst, enthalten: Liebe, Heldentum, Ekel, Komik, Schrecken, Wundersames, Wut, Pathos und Friedvolles. Seit dem großen Erfolg von „Dilwale Dulhania Le Jayenge“ (1995) dominieren eher Liebesfilme, die oft prunkvolle Hochzeiten als Mittelpunkt haben.
- Hollywood wird oft als Synonym für die dort ansässige Filmindustrie benutzt. Manche Amerikaner bezeichnen Hollywood dagegen abwertend mit dem Spitznamen Tinseltown (= „Stadt des Talmi“).

### In der Literatur
Der sogenannten Schund- oder Trivialliteratur wird vorgeworfen, sich in realitätsfremder klischeehafter Weise Themen wie Liebe, Tod, Abenteuer, Verbrechen, Krieg und so weiter zu widmen. In Sprache, Verständlichkeit, Emotionalität sei sie so strukturiert, dass sie den Erwartungen eines großen Massenpublikums gerecht werde, indem sie diesem eine schöne Welt mit einer klaren Unterscheidung zwischen Gut und Böse vorgaukele. Als das vielleicht wesentlichste ihrer Merkmale lasse sich in diesem Sinne festhalten: Sie durchbreche den Erwartungshorizont des Lesers nicht.
Beispiele
- Hedwig Courths-Mahler wurde vorgeworfen, immer die gleichen Klischees zu benutzen: Sozial Benachteiligte erlangen Reichtum und Ansehen, Liebende kämpfen gegen allerlei Intrigen und finden schließlich zueinander.
- Der Vorwurf, permanent dieses Aschenbrödel-Rezept anzuwenden, wurde auch gegen E. Marlitt erhoben. An ihr wurde kritisiert, bisweilen sensationell, dann wieder realistisch oder weiblich sentimental zu schreiben.
- Ludwig Ganghofers Heimatromane haben ihm den Ruf des „Heile Welt“-Schreibers eingebracht. Nicht selten werden seine Werke, die meist vom Leben einfacher, tüchtiger, ehrlicher Leute handeln, als Kitsch bezeichnet, zumal die Handlungen hauptsächlich in der liebevoll dargestellten Idylle der bayerischen Alpen spielen.

Auch gegen kanonisierte Werke der Literatur wird gelegentlich der Vorwurf erhoben, sie seien „kitschig“. So plädierte 2011 der Germanist und Philosoph Richard David Precht dafür, im Schulunterricht nicht mehr Johann Wolfgang Goethes Roman Die Leiden des jungen Werthers zu lesen, da er dieses Werk für „verlogene Sozialromantik“ halte.

### Aufsätze
- [Anonym]: Kitsch. In: Wolfhart Henckmann und Konrad Lotter (Hrsg.): Lexikon der Ästhetik. 2. Auflage. Beck, München 2004, ISBN 3-406-52138-X.
- Hermann Braun: Kitsch in der christlichen Theologie. In: Wolfgang Braungart (Hrsg.), Kitsch. Faszination und Herausforderung des Banalen und Trivialen, Tübingen 2002, S. 101–115.
- Hermann Broch: Das Böse im Wertsystem der Kunst. In: Christoph Schwerin: Der goldene Schnitt. Große Essayisten der „Neue Rundschau“, 1890–1960. Fischer Verlag, Frankfurt am Main 1960.
- Hermann Broch: Zum Problem des Kitsches. In: Ders.: Die Idee ist ewig. Essays und Briefe. Dtv, München 1968.
- Hermann Broch: Der Kitsch. In: Ders.: Dichten und Erkennen (Essays; Bd. 1). Rhein-Verlag, Zürich 1955, S. 342 ff.
- Ueli Gyr: "Alles nur Touristenkitsch". Tourismuslogik und Kitsch-Theorien. In: Voyage. Jahrbuch für Reise- & Tourismusforschung, Bd. 7, 2005, S. 92–102 (Text und Zusammenfassung).
- Eli Friedlander: Some Thoughts on Kitsch, in: History and Memory, Jg. 9, Heft 1/2, 1997 S. 376–392
- Clement Greenberg: Kitsch and Avant-Garde. In: Partisan Review. 6:5. New York 1939. (E-Text)
- Till R. Kuhnle: Utopie, Kitsch und Katastrophe. Perspektiven einer daseinsanalytischen Literaturwissenschaft. In: Hans Vilmar Geppert, Hubert Zapf (Hrsg.): Theorien der Literatur. Grundlagen und Perspektiven I. Francke, Tübingen 2003, ISBN 3-7720-8012-X, S. 105–140.
- Abraham Moles: Kitsch als ästhetisches Schicksal der Konsumgesellschaft. In: Harry Pross (Hrsg.): Kitsch. Soziale und politische Aspekte einer Geschmacksfrage. List, München 1985, ISBN 3-471-78423-3 (List-Forum).

### Sachbücher
- Kathrin Ackermann und Christopher F. Laferl (Hrsg.): Kitsch und Nation. Zur kulturellen Modellierung eines polemischen Begriffs, Bielefeld 2016.
- Wolfgang Braungart: Kitsch. Faszination und Herausforderung des Banalen und Trivialen. Niemeyer, Tübingen 2002, ISBN 3-484-32112-1.
- Karlheinz Deschner: Kitsch. Konvention und Kunst. Eine literarische Streitschrift. Neuauflage. Ullstein, Frankfurt am Main 1991, ISBN 3-548-34825-4.
- Ute Dettmar, Thomas Küpper (Hrsg.): Kitsch. Texte und Theorien. Reclam, Stuttgart 2007, ISBN 3-15-018476-2.
- Gillo Dorfles: Der Kitsch („Il kitsch“) Prisma-Verlag, Gütersloh 1977 (Nachdr. d. Ausg. Tübingen 1969).
- Umberto Eco: Apokalyptiker und Integrierte. Zur krit. Kritik der Massenkultur (Appocalittici e integrati). Fischer-Taschenbuchverlag, Frankfurt am Main 1992, ISBN 3-596-27367-6.
- Katrin Eggers und Nina Noeske (Hrsg.): Musik und Kitsch, Hildesheim u. a. 2014, ISBN 978-3-487-15099-4.
- Norbert Elias: Kitschstil und Kitschzeitalter. Lit-Verlag, Münster 2004, ISBN 3-8258-6854-0.
- Saul Friedländer: Kitsch und Tod. Der Widerschein des Nazismus („Reflets du nazisme“). Fischer, Frankfurt am Main 2007, ISBN 3-596-17968-8 (Nachdr. d. Ausg. München 1984).
- Hans-Dieter Gelfert: Was ist Kitsch? Vandenhoeck & Ruprecht, Göttingen 2000, ISBN 3-525-34024-9.
- Gregory Fuller: Kitsch-Art. Wie Kitsch zur Kunst wird. DuMont 1992
- Julia Genz: Diskurse der Wertung. Banalität, Trivialität und Kitsch. Fink, München 2011, ISBN 978-3-7705-5055-5.
- Ludwig Giesz: Phänomenologie des Kitsches. Fischer, Frankfurt am Main 1994, ISBN 3-596-12034-9 (Nachdr. d. Ausg. München 1971).
- Jürgen Hasse: Heimat und Landschaft. Über Gartenzwerge, Center Parcs und andere Ästhetisierungen. Passagen-Verlag, Wien 1993, ISBN 3-85165-044-1.
- Christina Hoffmann / Johanna Öttl: Renaissancen des Kitsch. Turia + Kant, Wien / Berlin 2016, ISBN 978-3-85132-827-1.
- Christian Kellerer: Weltmacht Kitsch. Ist Kitsch lebensnotwendig? Europa-Verlag, Stuttgart 1957.
- Walther Killy: Deutscher Kitsch. Ein Versuch mit Beispielen. Vandenhoeck & Ruprecht, Göttingen 1978, ISBN 3-525-33181-9 (Nachdr. d. Ausg. Göttingen 1964).
- Heinrich Klotz: Die röhrenden Hirsche der Architektur. Kitsch in der modernen Baukunst. Bucher C.J. 1977, ISBN 978-3-7658-0255-3.
- Ruth Klüger: Von hoher und niedriger Literatur. 2. Auflage. Wallstein, Göttingen 1996, ISBN 3-89244-212-6.
- Konrad Paul Liessmann: Kitsch! Oder warum dieser schlechte Geschmack der eigentlich gute ist. Brandstätter, Wien 2002, ISBN 3-85498-170-8.
- Sebastian Löwe, Als Kitsch ausgewiesen. Neuaushandlungen kultureller Identität in Populär- und Alltagskultur, Architektur, Bildender Kunst und Literatur nach 1989. Neofelis, Berlin 2017, ISBN 978-3-95808-127-7.
- Abraham Moles: Psychologie des Kitsches („Le kitsch. l’art du bonheur“). Hanser, München 1972, ISBN 3-446-11639-7
- Werner Plum: Weltausstellungen im 19. Jahrhundert. Schauspiele des sozio-kulturellen Wandels. Friedrich-Ebert-Stiftung, Bonn 1975.
- Gabriele Thuller: Wie erkenne ich? Kunst und Kitsch. Belser, Stuttgart 2006, ISBN 3-7630-2463-8.
- Liebgunde Willkomm: Ästhetisch erleben. Eine psychologische Untersuchung des Übergangs von Kunsterleben und Kitscherleben (= Studien zur Kunstgeschichte, Band 14). Olms, Hildesheim 1981, ISBN 3-487-07155-X (Dissertation, Universität Köln 1978, 185 Seiten).
- Severin Zebhauser: Der Kitschbegriff in der Kunstpädagogik. Entstehung, Funktion und Wandel (= Kunstwissenschaften, Band 15). Utz, München 2006, ISBN 3-8316-0623-4 (Dissertation, Universität München 2006, 175 Seiten).